# Scapholeberis spinifera
Scapholeberis spinifera är en kräftdjursart som först beskrevs av Hercule Nicolet 1849.  Scapholeberis spinifera ingår i släktet Scapholeberis och familjen Daphniidae. Inga underarter finns listade i Catalogue of Life.